# Un giorno perfetto
Un giorno perfetto  és una pel·lícula de 2008 dirigida per Ferzan Özpetek. Basada en la novel·la homònima de Melania G. Mazzucco, és una pel·lícula de to negre que compta una obsessió amorosa que acaba en tragèdia. La pel·lícula està produïda per Fandango en col·laboració amb Rai Cinema i va ser presentada en la secció de competició de la 65a Mostra Internacional de Cinema de Venècia. Es va estrenar a les sales comercials el 5 de setembre de 2008.

## Argument
Emma es torna a viure amb la seva mare, al costat dels seus dos fills, després de la ruptura del seu matrimoni i la separació d'Antonio, policia. Antonio es queda a viure sol a la casa familiar, on havia estat feliç amb la seva família, no acceptant la pèrdua de l'esposa i fills. En el replà se senten trets i algú avisa a la policia, que irromp a l'habitació. La pel·lícula prossegueix contant les 24 hores precedents al fatal desenllaç, 24 hores en les quals s'entrecreuen els destins de diversos personatges.

## Repartiment
- Isabella Ferrari com a Emma Tempesta Buonocore
- Valerio Mastandrea com Antonio Buonocore
- Nicole Grimaudo com a Maja Fioravanti
- Federico Costantini com Aris Fioravanti
- Valerio Binasco com a Elio Fioravanti
- Monica Guerritore com a Mara
- Stefania Sandrelli com a Olimpia Tempesta
- Nicole Murgia com a Valentina Buonocore
- Gabriele Paolino com a Kevin Buonocore
- Angela Finocchiaro com a Silvana
- Giulia Salerno com a Camilla Fioravanti
- Milena Vukotic com a Professoressa di Aris

## Producció
El rodatge va començar en Roma el 22 d'octubre de 2007. er a la interpretació de la mare d'Emma, Özpetek va pensar primer en l'actriu Stefania Sandrelli, que havia interpretat el paper d'Adriana en la pel·lícula Io la conoscevo bene, d’Antonio Pietrangeli . Mentre llegia la novel·la, el cineasta ítalo-turc imaginava a Javier Bardem en el rol d'Antonio, però li ho va proposar a Fiorello, que va rebutjar. Malgrat el rebuig, Fiorello és present en la pel·lícula; de fet, quan Kevin, el fill d'Emma i Antonio, mira en la televisió El viatge de l'emperador, es pot sentir la veu del còmic sicilià, que va posar la veu a l'escena.
Com en treballs precedents, Özpetek va tirar de la presència de la seva actriu fetitxe Serra Yılmaz (present sol en un cameo) i d'altres actors secundaris amb els quals ja havia treballat, com Milena Vukotic, que havia aparegut en No n'hi ha prou amb una vida, o com Ivan Bacchi, que apareix a Le fate ignoranti i La finestra di fronte, pel·lícula en la qual interpreta a l'assistent de Onorevole Fioravanti, Angela Finocchiaro.
La pel·lícula s'obre amb una dedicatòria a Maria Clara Jacobelli, manager i directiva de la companyia SIP-Telecom desapareguda en 2007. Jacobelli va ser un important suport perquè SIP-Telecom ajudés a Özpetek a triomfar en el panorama cinematogràfic.

## So
Tota la música va ser composta per Andrea Guerra i executada per la Orquestra Simfònica Nacional Txeca. Un altre cel és la cançó principal de la secció sonora, escrita per Andrea Guerra al costat del seu pare, Tonino Guerra, i interpretada per Ermanno Giove.

## Reconeixements
- 2008 - Festival de Cinema de Venècia
  - Premi Pasinetti a Isabella Ferrari
  - Nominació Lleó d'Or a Ferzan Özpetek
- 2009 - Nastro d'argento
  - Nominació Millor actriu protagonista a Isabella Ferrari